# 512 г. пр.н.е.

## Събития

### В Азия

#### В Персийската империя
- Цар на Персийската (Ахеменидска) империя e Дарий I (522 – 486 г. пр.н.е.).[1]
- Царят назначава своя полубрат Артаферн за сатрап в Сарди и Лидия.[2]

### В Европа

#### В Тракия
- През 512 – 511 г. пр.н.е. оставеният от Дарий в Тракия пълководец Мегабаз извършва походи за подчиняването на непокорилите се градовете по брега на Хелеспонта, на град Перинт и части от Тракия. Той побеждава пеоните като депортира тези от тях живеещи по течението на Стримон и дава тези земи на траките[3]
- В подчинените земи е създадена сатрапията Скудра.

#### В Гърция
- В Гърция се провеждат 67-тe Олимпийски игри:
  - Победител в дисциплината бягане на разстояние един стадий става Фан от Пелене. Освен това той печели състезанията по бягане на два стадия и бягане в пълна броня като става първият в историята атлет с подобно постижение.[4]
- Хипий е тиран в Атина.[5]